# San Juan de Miraflores (distrito)

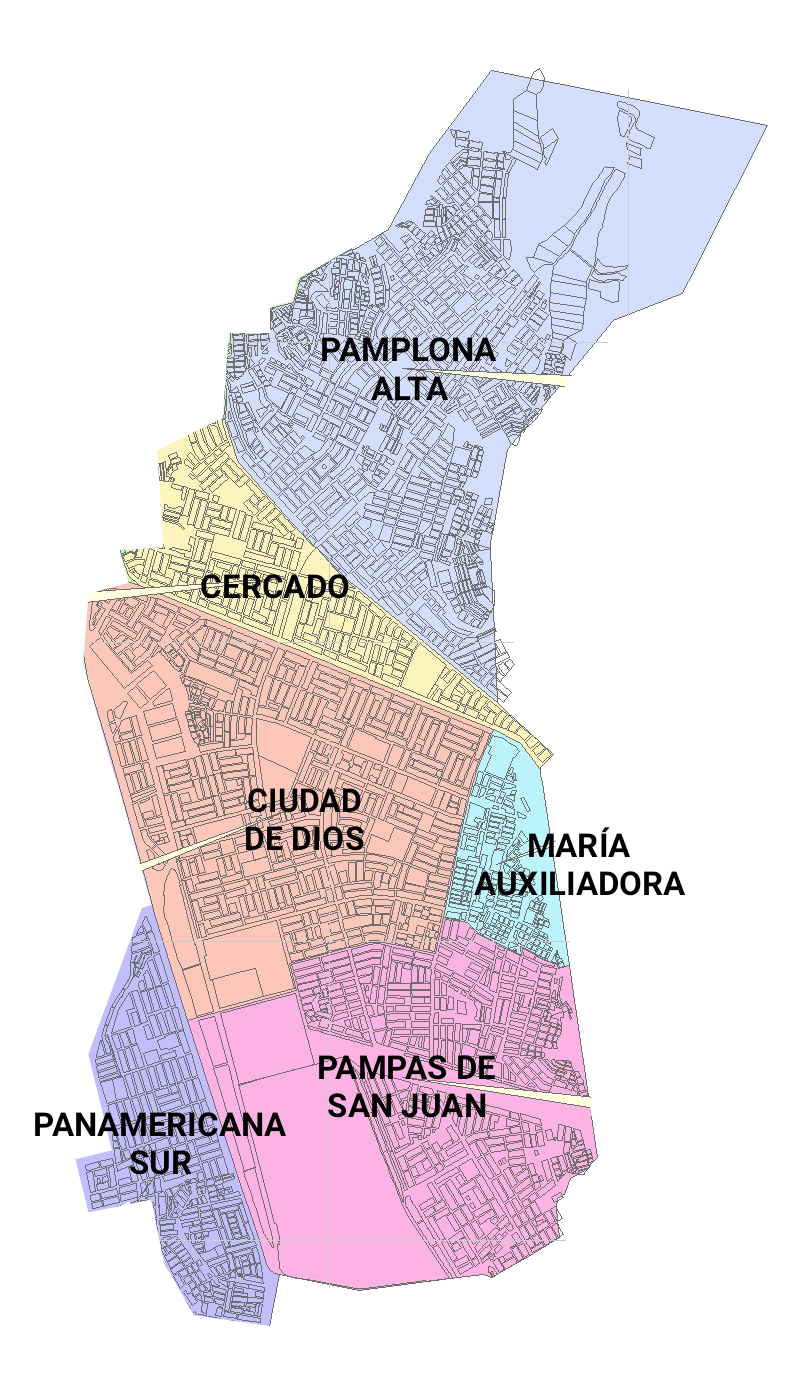
Ubicação de São João de Miraflores na cidade de Lima, no Peru

O distrito de San Juan de Miraflores é um dos quarenta e três distritos que formam a Província de Lima, pertencente a Região Lima, na zona central do Peru.
Prefeito: María Cristina Nina Garnica (2019-2022)

## Transporte
O distrito de San Juan de Miraflores é servido pela seguinte rodovia:
- PE-1S, que liga o distrito de Lima (Província de Lima à cidade de Tacna (Região de Tacna - Posto La Concordia (Fronteira Chile-Peru) - e a rodovia chilena Ruta CH-5 (Rodovia Pan-Americana)[1][2]

Também é servido pelo Metrô de Lima (estações María Auxiliadora, San Juan, Atocongo)